# Milton Young
Milton Young (Berlin, 1897. december 6. – Sun City, 1983. május 31.) az Amerikai Egyesült Államok Észak-Dakota államának szenátora.